# Anathallis bocainensis
Anathallis bocainensis es una especie de orquídea epífita originaria de Brasil donde se encuentra en la Mata Atlántica.

## Taxonomía
Anathallis bocainensis fue descrito por (Porto & Brade) F.Barros & Barberena y publicado en Rodriguésia 61: 128 (2010).
Sinonimia
- Pleurothallis bocainensis Porto & Brade basónimo
- Pleurothallis pfisteri Braem & Braas 1980[2]